# Медицина ацтеків

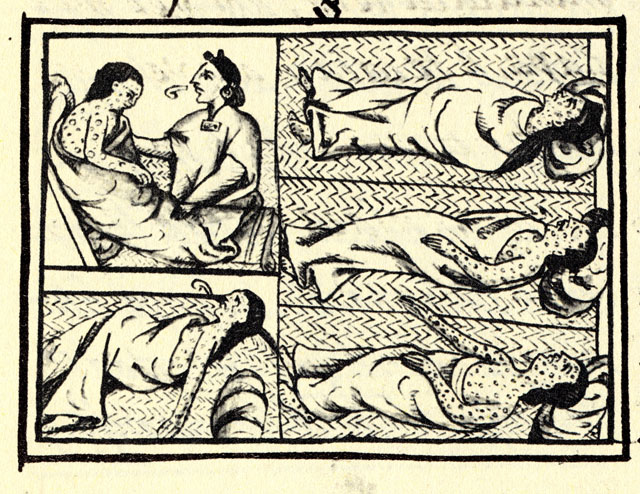
«Лікування віспи». Флорентійський кодекс

Медицина ацтеків — система знань стосовно хвороб фізичного й психологічного характеру та набір засобів й шляхів їх лікування, що існувало у народів Ацтекської імперії.

## Медична справа
У ацтеків виробилися чіткі форми організації медичної справи. Існував спеціальний орган, який займався регулюванням діяльності лікарів — жерців і народних медиків — тікітл (ticitl).
У Теночтітлані, Тескоко та інших містах створювалися військові «госпіталі», а також спеціальні приміщення для ізоляції виродків, альбіносів, хворих невиліковними і невідомими хворобами. Під час масових захворювань здійснювалися ефективні заходи щодо обмеження місця небезпечної хвороби, а родини тлатоані і знаті терміново покидали район лиха. У ацтекському війську, за свідченням Ернана Кортеса, були спеціальні люди для виносу поранених з поля бою на кшталт санітарів.

## Лікування
Лікарське лікування було тісно пов'язане з магією, водночас воно ґрунтувалося на багатовіковому емпіричному досвіді. Її необхідність також було пов'язано з частими військовикими походами, під час яких отримувалися поранення різного виду, та переміщенням населення, що призводило до епідемій.
Причинами хвороб вважалися особливості календарного року, погані вчинки і гріхи, невчинення жертвоприношень, позаземні і магічні сили, які не залежать від людини. Ацтекські лікарі вважали, що хвороби ніг, виразки та застуди насилає бог дощу Тлалок. Поряд з цим визнавалися і цілком природні причини захворювань, пов'язані з життям самого хворого.
Ацтеки мали доволі розвинуті уявлення про будову людського тіла. Вони застосовували декілька сот термінів для позначення частин людського тіла. Більшість дослідників пов'язує ці пізнання з традицією ритуальних жертвоприношень, коли у встановлені дні у великої кількості людей, принесених в жертву богам, розкривалася грудна клітка і виймалося серце. При цьому черепа жертв зберігалися.
Вміли вправляти переломи, зафіксовувати пошкодженні частини шинами з бальзового дерева, закріплюючи ліанами або рослинними волокнами. Зламана кістка зросталася досить швидко. Висмоктуючи або роблячи надрізи гострим обсидіановим лезом, вони могли витягти зламані наконечники стріл. Рани зашивались за допомогою колючок і волокон агави на кшталт голки і нитки.
Ацтекські лікарі часто практикували кровопускання. Надріз робився обсидиановив лезом. Колючками мексиканського кактуса краю ранки розсовувалися, тим самим сприяючи кровотечі. У випадку втрати свідомості, в жертву приносили ідичку. Добутий з її слинних залоз сік давали пацієнтові.
У випадку інших хвороб застосовувалися зазвичай лікарські засоби з трав. На думку деяких вчених, ацтеки знали близько 3000 лікарських рослин. Лікарі мали спеціальні сади з лікарськими травами. Так, квіткою гвоздики лікували кашель, настій кори кориці допомагав при безплідді, м'ятою знімалися шлункові болі і розлади, глодом загоювали старі запалені рани, за допомогою чорнобиля виліковувалися кишкові та шлункові кольки. Засобом від ревматизму і порушення кровообігу вважалися компреси із стебел кропиви. Настій з ліан вживався при хворобах нирок.
Активно застосовувався тютюн з метою лікування. Так, вдихання аромату свіжого зеленого листя рослини полегшувало тривалі головні болі. Від застуди і нежиті зелені або потовчені листя втирали у внутрішню частину рота, для заживлення поранень і опіків. Хвороби гланд шиї лікували витяганням кореня ураженої частини з приміщенням на це місце теплого, змішаного з сіллю тютюну. Також застосовувався як протидіарейний, наркотичний та пом'якшувальний засіб.
Проте ацтекам були відомі лікарські засоби тваринного та іншого походження. Так бальзам ашін (axin), який отримували з личинок з місцевої породи дерев, яких підігрівали на вогні, використовували для виготовлення мазей ноги, щоб уберегтися від холоду, а також щоб шкіра на них не тріскалася. Їм також мазали губи, щоб вони не обвітрювалися і не тріскалися; при подагрі на хворе місце клали або чистий ашін, або суміші з особливою травою (colotzicaztli). При непритомності та втрати свідомості пили відвар зі шкіри жаби. На цій основі, між іншим, створений так званий буфаріан, який сучасні медики застосовують саме при цих явищах.
При м'язових болях, запаленнях, розтягненнях застосовували чапопоте (chapopote, chapopotle) — сиру нафту, що тривалий час знаходилася під впливом повітря. Змішуючи чапопоте з ашіном, ацтеки отримували еластичну пахучу смолу — чікле (chicle), яку жували скрізь. Вона була свого роду зубною пастою — відбілювала, очищала і зміцнювала зуби, знищувала поганий запах з рота. Цю суміш також застосовували при лікування нежиті та як заспокійливий засіб. Використовували чапопоте і як пом'якшувальний засіб при курінні тютюну. Виготовлювачі продавці тютюну створювали суміш, яка включала різні сорти тютюну, ароматичні рослинні добавки, зокрема пелюстки квітів, ваніль, а також особливі коріння і гриби, що мають наркотичні властивості. Цю суміш палили в цілях отримання душевного спокою і викликання приємних відчуттів.
Високого рівня на континенті досягло мистецтво допомоги породіллі і лікування жіночих хвороб. На думку більшості дослідників, ацтекська медицина в цій області не поступалася сучасній їй європейській. Народжували стоячи навколішки або сидячи навпочіпки. Як правило, породіллі допомагали дві жінки: один підтримувала її ззаду, а інша брала новонародженої дитини. Годування дітей грудьми починали з 2-3 дня після народження і продовжували іноді до 3-4 років (для стимуляції виділення молока застосовували спеціальні медичні рослини). При патологічних пологах застосовували ембріотомію. Достовірних відомостей стосовно прижиттєвої операції кесарського розтину в ацтеків немає.
Лікувальне та гігієнічне значення відігравали парові лазні (temazcalli). Ацтекські лазні являли собою низькі, з вузьким входом споруди, висотою 1,5 м, довжиною 2-3 м. Одна їх стіна викладалася з природного каменю. Готуючи баню, її нагрівали настільки, що стіни розпалювалися. Потім закривали двері і обливали усередині стіни водою, викликаючи інтенсивне випаровування, при цьому використовуючи зв'язки листя кукурудзи чи інших специфічних рослин. У лазнях лікувалися насамперед від застуди, а також готувалися до пологів і обмивали новонародженого, робили масаж і лікували шкірні захворювання сірчистими водами.
Медицина також долучала до лікування допомогою духів і божеств. Найдивніші і містичні процедури нерідко виробляли вельми сприятливий вплив на душевне здоров'я хворих. При цьому застосовували галюциногенні засоби, які робилися насамперед з грибів (teonanactl — Psilocybe mexicana) та кактуса-пейотля (Lophophora wiliamsii).
Як своєрідний лікувальний засіб застосовували собак шолоіцкуінтлі, яку вважали здатною знімати головний і зубний біль, коліки, ревматизм, усі типи суглобових і хребетних болів, неврит, від звичайних хвороб, запобігати подальшій вагітності (якщо жінка згодує пуповину своєї останнього дитини шоло, це буде прохання Богу Мертвих не посилати їй більше дітей). Ацтеки вірили, що ці собаки мають здатність переносити хворобу з тіла хворого на своє власне.

### Гігієна
У столиці Теночтітлані (з населенням близько 150 тис. осіб) за чистотою стежили спеціальні команди, загальною чисельністю близько 1000 осіб. На вулицях цього міста було так чисто, що за свідченням конкістадорів, «не про що було спіткнутися». Чиста питна вода надходила до Теночтітлану з гір по двох кам'яним водопроводам.
Для гігієни голови з тропічної рослини шіукілітль (xiuhquilitl) вичавлювали сік, який потім випарювали. Потім цим рідким кремом змащували голову, щоб не з'вилися воші.

## Анестезія
Знеболення, як вважають, було загальним і досягалося застосуванням настою трав, що володіють наркотичним ефектом, соків кактусів та інших рослин; їх соки і настої діяли протягом декількох діб. Так, ацтеки застосовували свіжий сік, екстрагований з кори «чудо-дерева» ілін, що знімав біль і прискорював загоєння пошкоджених тканин.